# 圣约翰街

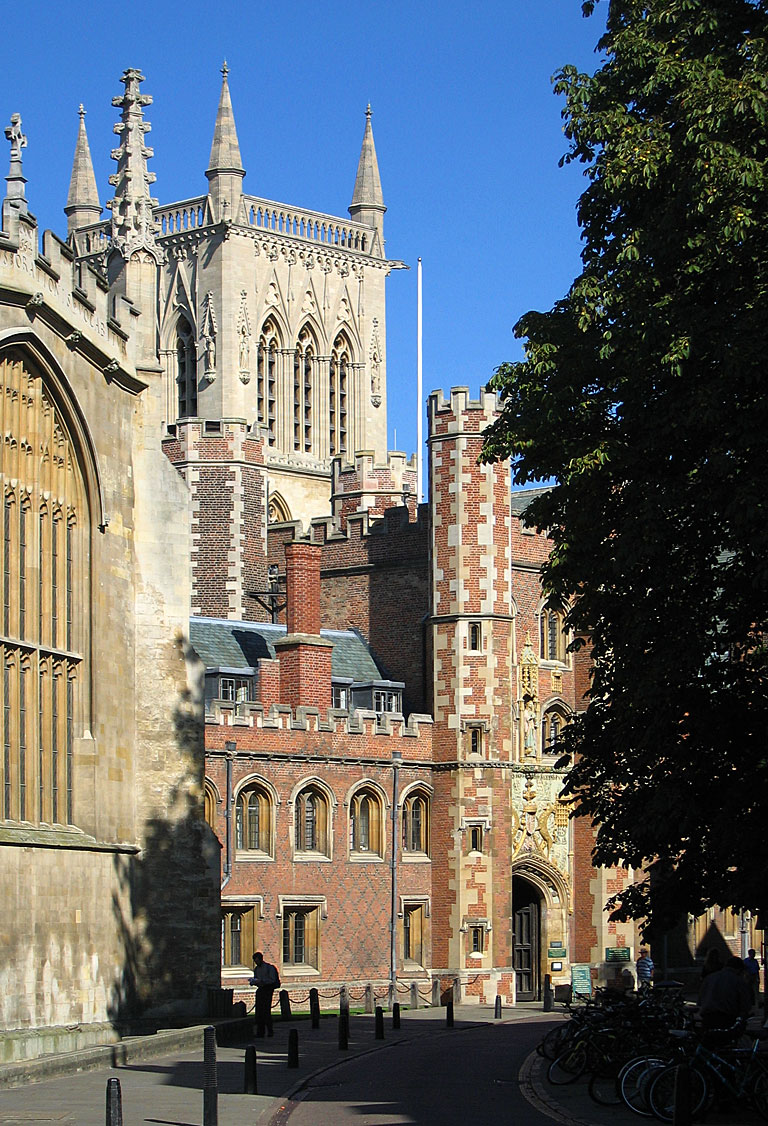
圣约翰学院大门和礼拜堂钟楼

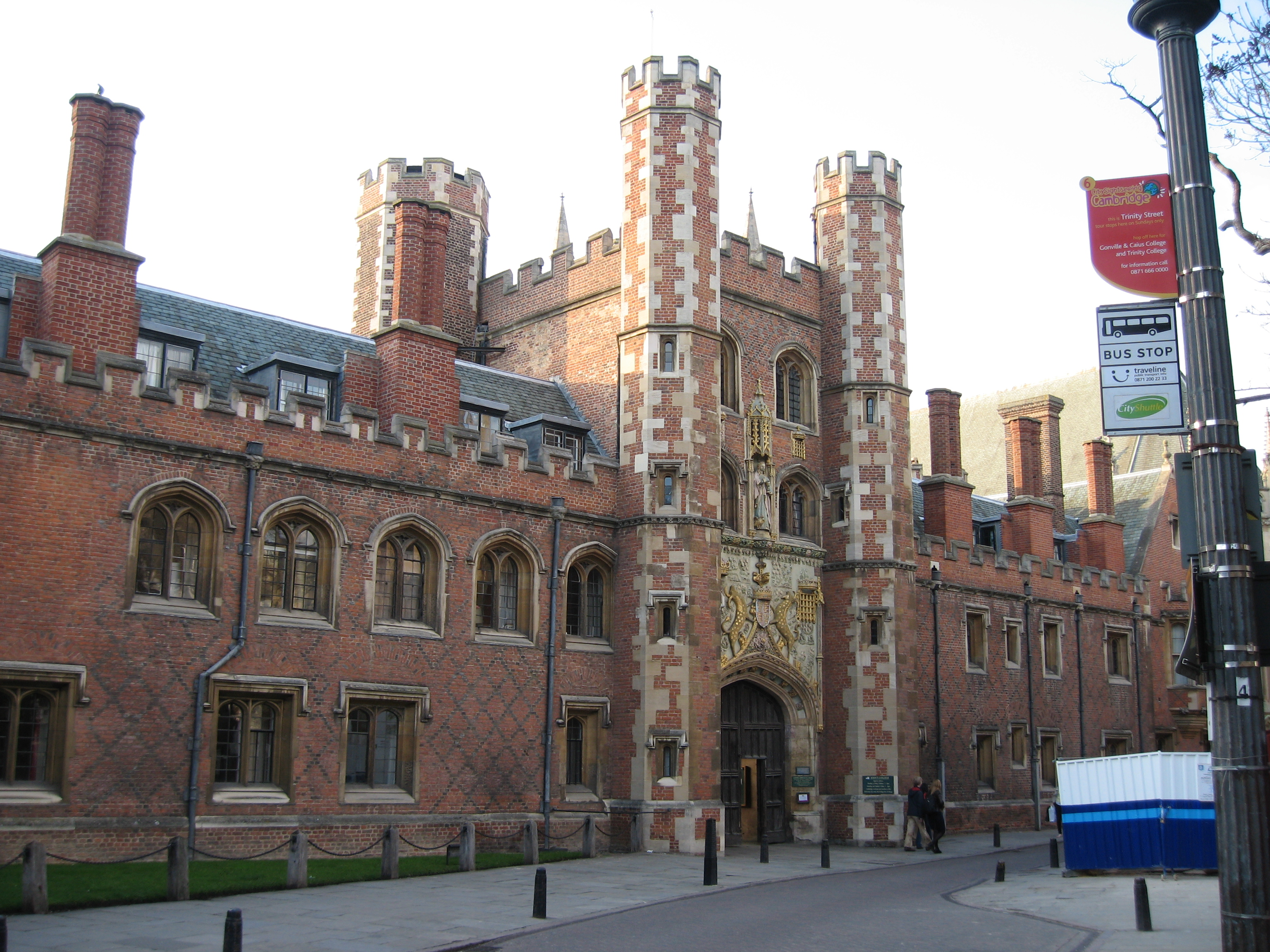
圣约翰学院大门

圣约翰街（St John's Street）是英格兰剑桥市中心的一条历史街道北连桥街、圆形教堂街和西德尼街，南接三一街、国王街以及特兰平顿街。
圣约翰学院位于街道西侧，因而得名。其大门和礼拜堂钟楼颇雄伟。
圣约翰街上曾有一座诸圣堂，是一座中世纪教堂，重建于1820年，1865年拆除，现在位于附近的耶稣巷。